# Frank Annunzio
Frank Annunzio (Chicago, 12 gennaio 1915 – Chicago, 8 aprile 2001) è stato un politico statunitense, membro della Camera dei Rappresentanti per lo stato dell'Illinois dal 1965 al 1993.

## Biografia
Nato a Chicago in una famiglia italoamericana, dopo gli studi Annunzio trovò lavoro come insegnante e per molti anni fu rappresentante sindacale. Fra il 1949 e il 1952 collaborò con l'amministrazione del governatore dell'Illinois Adlai Ewing Stevenson II e successivamente si affermò come esponente politico del Partito Democratico.
Nel 1964 si candidò alla Camera dei Rappresentanti e riuscì a farsi eleggere. Negli anni successivi venne riconfermato dagli elettori per altri tredici mandati, fin quando nel 1992 annunciò il suo ritiro dalla politica. Al termine del mandato, Annunzio lasciò il Congresso dopo ventotto anni di permanenza.
Affetto dalla malattia di Parkinson, morì nel 2001, all'età di ottantasei anni.